# OV Водолея
OV Водолея (лат. OV Aquarii), HD 220715 — двойная затменная переменная звезда типа Алголя (EA) в созвездии Водолея на расстоянии приблизительно 820 световых лет (около 252 парсеков) от Солнца. Видимая звёздная величина звезды — от +8,98m до +8,72m. Орбитальный период — около 21,666 суток.

## Характеристики
Первый компонент — жёлто-белая звезда спектрального класса F2V. Радиус — около 3,07 солнечных, светимость — около 16,512 солнечных. Эффективная температура — около 6642 К.